# کلاه‌قرمزی ۹۴
کلاه‌قرمزی ۹۴ ششمین مجموعه از سری برنامه‌های طنز کلاه قرمزی است که ویژهٔ ایام نوروز ساخته شده‌است. سری جدید مجموعهٔ «کلاه‌قرمزی» در ۲۲ قسمت ۴۵ دقیقه‌ای برای پخش در ایام نوروز و دیگر اعیاد سال ۹۴ تولید شده‌است.پخش این مجموعه از ۶ فروردین ساعت ۲۱ در شبکه دوم سیما آغاز شده و تا شب ۲۱ فروردین ادامه خواهد داشت.
مجموعهٔ تلویزیونی «کلاه‌قرمزی» به کارگردانی ایرج طهماسب بیش از ۲۰ سال است به مناسبت‌های مختلف از رسانهٔ ملی پخش می‌شود؛ نویسندگان  ایرج طهماسب و حمید جبلی و مدیر تولید این مجموعه  سید علی قائم مقامی است .  تهیه‌کنندگی آن را حمید مدرسی برعهده دارد.

بازپخش ویژه برنامهٔ نوروزی «کلاه‌قرمزی ۹۴» ساعت ۱۵ روز بعد خواهد بود. علت تأخیر ۶روزهٔ پخش این مجموعه نسبت به سری‌های پیشین آن، تداخل با ایام فاطمیه بوده‌است.
برخی خبرگزاری‌ها، مبلغ قرارداد تولید این مجموعه از کلاه‌قرمزی را، ۲٫۵ میلیارد تومان اعلام کرده‌اند که به طور رسمی، از جانب مسئولان صدا و سیما و همچنین، سازندگان برنامه، تأیید نشده‌است.
بر اساس نظرسنجی خبرآنلاین، عروسک فامیل دور، توانست که رتبه محبوبترین عروسک این مجموعه را از آن خود کند و عروسک‌های جیگر، ببعی، دیبی، پسرعمه‌زا، کلاه قرمزی و پسرخاله، رتبه‌های بعدی را کسب کردند.

## بازیگران مهمان
- حامد بهداد
- بنیامین بهادری
- سحر دولتشاهی
- شبنم مقدمی
- صابر ابر
- پاشا جمالی